# 캠프 험프리스
캠프 험프리스(영어: Camp Humphreys) 또는 평택 기지(영어: Pyeongtaek Base)(ICAO: RKSG)는 대한민국 경기도 평택시 팽성읍 서북부에 위치한 주한 미군의 주둔지로, 대한민국의 수도인 서울특별시로부터는 남쪽으로 약 70 km 떨어져 있다. 한국 전쟁 당시의 이름인 K-6로 불리기도 한다. 주둔지 비행장으로 데시데리오 육군 비행장(Desiderio Airport, Pyongtaek-Desiderio AAF Airport)이 있다.
미군의 세계 최대 해외기지로, 여의도의 3배 남짓인 14.677 km2의 면적에 미군, 군무원 등 종사자 및 그 가족을 평시 4만3천 명, 최대 8만5천 명까지 수용할 수 있다. 미국 육군 시설 관리 사령부의 태평양 지역대에서 관리하고 있다.

## 역사
한국 전쟁 중이던 1951년 2월에 미군은 한국 정부로부터 이곳을 공여받아 미국 해병 항공대와 제614전술통제단이 주둔하였고, 'K-6'로 불렸다. 1961년에 헬리콥터 추락 사고로 순직한 제6수송중대의 벤저민 K. 험프리스 준위(CW2 Benjamin K. Humphreys)의 이름을 따서 1962년부터 '캠프 험프리스'라고 하였다.
1964년에 미국 제8군사령부에서 독립하여 험프리스 지역사령부로 개편되었고, 1974년에 제19지원여단이 창설되면서 USAG 캠프 험프리스로 지정되었다. 1985년에는 전시 작전 지원단으로 구조 조정돼, 각종 지원, 공급, 관리, 훈련 및 제8군 우유공장을 운영하는 '제23지원단'으로 지정되었다. 1996년 6월에는 미국 육군 '제3지역지원사령부'가 출범했다.

### 주한미군 이전 계획
2004년에 용산기지이전협정(YRP)과 연합토지관리계획개정협정(LPP)가 대한민국과 미국 사이에 체결되었고, 2006년에 주한미군기지이전사업단이 창설되었다.
한·미 양국은 서울의 용산 기지를 비롯해 대한민국 전역에 분포하는 미군 부대의 대부분을 캠프 험프리스로 이전하기로 하고, 이를 위해 캠프 험프리스는 기존 부지에서 서북쪽으로 10 km2를 확장하기로 하였다. 이에 따라 팽성읍 대추리 전역과 도두리의 4분의 3(대부분 농지)이 기지에 편입되었는데, 이 과정에서 주민 거주지가 편입된 대추리에서는 2006년에 주민들과 기지확장 반대 단체를 중심으로 한 격렬한 저항이 있었다.
캠프 험프리스의 확장 건설에는 107억 달러(약 12조 원)가 들었으며, 이 중 대한민국 정부가 91.6%(미국 정부의 11배)인 98억 달러(약 11조 원)를 부담했다. 2017년 7월에 미국 제8군사령부가 이전하였으며, 2018년 6월 29일에 용산에 위치한 주한미군사령부가 73년 만에 이곳으로 이전하였다. 이전 대상 미군 부대의 90% 이상이 2018년 말까지 이전할 계획이며, 기지 이전 사업은 2021년 여름에 완료될 예정이다.

## 시설
매점, 쇼핑몰(Army & Air Force Exchange Service/AAFES), 미용실, 네일샵, 학교, 도서관, 병원, 워터파크, 골프장 그리고  2011년 올해의 육군 영화관 상에 빛나는 영화관과 푸드코트가 있다. 뿐만 아니라 스타벅스, 타코벨, 버거킹, 피자헛, 배스킨라빈스 31, 앤티앤스 등 유명 체인점들도 들어서 있으며 미군 육군 체육관 중 가장 규모가 큰 슈퍼짐 (Super Gym) 을 포함한 5개의 대형 체육관이 있다. 캠프 험프리스에는 148개의 주택들이 있으며, 매 분기마다 캠프 험프리스의 사령관과 부서국장들이 타운홀미팅 (Town Hall Meeting) 을 연다.
주한 미국 육군 교도소가 있으며, 1년 이하의 형을 받은 군인들이나 미국 본토로의 수송을 기다리고 있는 군인들을 수용하고 있다.
기지 내부에는 택시 및 버스가 운행하며 버스는 소속 군인에 한하여 무료로 운행된다.

## 국방부 종속학교
미국 국방부 교육처(Department of Defense Education Activity, DoDEA)는 미국 국방부에서 미국 국내외 부대 교육 활동을 담당하는 민사 행정을 담당하는 조직으로, 험프리스 내 학교도 운영한다.
- 험프리스 중앙 초등학교
- 험프리스 서부 초등학교
- 험프리스 고등학교
- 험프리스 중학교

### CC 평택
휴전된 한국 전쟁이 재개될 경우를 대비하여 지휘소 용도로 벙커가 설치되었다.

## 주둔

### 입주 부대
- 대한민국 국방부
- 국방부 직할 제1998부대

- 대한민국 공군
  - 제7항공통신전대
  - 사이버작전센터
- 미국 육군
- 미국 육군 제8군사령부
- 주한 미군 사령부
- 유엔군사령부
- 한미연합군사령부
- 제2보병사단
  - 제2전투항공여단
  - 제2보병사단 지원여단
    - 제194전투유지지원대대
- 제19원정지원사령부
  - 주한 물자지원사령부
  - 94헌병대대
- 제1통신여단
- 제65의무여단
- 제501군사정보여단
  - 제3군사정보대대
  - 제532군사정보대대
  - 제719군사정보대대
- 제411계약지원여단
- 제58항공연대, 4대대 (비행장 운영)
- 미국 육군 주한 교정처
- 미국 공군
  - 제604항공작전지원전대

## 대중매체
2013년 6월 20일 개봉한 미국 영화 월드워Z(World War Z, 브래드 피트 주연)에서 전 세계 주둔 중인 미군부대 중에서 최초로 근원지를 알 수 없는 좀비가 보고된 가상의 공간으로 캠프 험프리스가 등장하였다. 비가 내리는 암흑의 저녁시간으로 설정된 이 장면은 실제 한국의 경기도 평택에 위치한 캠프 험프리스에서 촬영되지 않았으며, 미국의 스튜디오에서 촬영된 것으로 추정된다.

## 갤러리
- 캠프 험프리스의 CH-47 치누크 헬기
- 캠프 험프리스 정문 앞 미군기지 확장 반대 시위자들
- 험프리스 초·고교 건립 기공식
- 캠프 험프리스의 OV-1D 모호크 정찰기
- 캠프 험프리스에서 있었던 OV-1D의 마지막 비행
- 캠프 험프리스에 착륙한 미해병대 KC-130 수송기
- 캠프 험프리스에서의 미해병대 UH-1N 헬기
- 캠프 험프리스의 아파치 헬기
- 캠프 험프리스 박물관
- 슈퍼짐(Super Gym) 건립공사 모습(2007년)

## 같이 보기
- 주한 미군의 시설 목록
- 평택 미군기지 이전 문제
- 오산공군기지
- 수원 공군기지
- 군산 공군기지